# HD 139389
HD 139389，又名BD+30 2682，SAO 64808、HR 5813，是一颗恒星，视星等为6.52，位于銀經47.47，銀緯53.75，其B1900.0坐标为赤經15h 32m 47.9s，赤緯+30° 53.75′ 20″。